# Catalina de Moncada
Catalina de Moncada (Zaragoza, 2 de noviembre de 1611 - Denia, 28 de noviembre de 1659), duquesa de Montalto y grande de España, fue una aristócrata española, dama de la reina Isabel de Borbón que, como esposa de Luis Guillén de Moncada y Aragón, VII duque de Montalto, fue virreina de Cerdeña (1645-1648) y de Valencia (1652-1658).

## Biografía
Hija de Francisco de Moncada, marqués de Aytona, y de Margarita de Castro, fue educada sucesivamente por sus abuelas paterna, fallecida en 1617, y materna, por el fallecimiento de su propia madre y las misiones diplomáticas y militares encomendadas a su padre, que ya en 1622 hubo de marchar a Bruselas al servicio de la gobernadora Isabel Clara Eugenia. De la abuela materna recibió lecciones de historia y de genealogía, aficiones heredadas por Catalina también de su padre, y en su casa se entregó a la lectura de vidas de santos. Muerta también esta, Catalina fue admitida con sus dos hermanas en el monasterio de Pedralbes, fundación de Elisenda de Moncada, de la que descendía su familia. En 1631, camino de Viena para encontrarse con su esposo el rey de Hungría, María de Austria, hermana de Felipe IV, paró en Pedralbes donde conoció a Catalina y, habiéndola tomado cariño, escribió a su cuñada la reina Isabel de Borbón, que llamó a las hermanas para formar parte de su casa. Con la reina llegó a intimar, al parecer y al menos en parte por la compartida antipatía que en las dos mujeres despertaba la figura del conde-duque de Olivares. Cuando estalló la sublevación de Cataluña, dado su conocimiento del país por su estancia en Pedralbes, donde permanecía su hermana menor, se convirtió en una especie de consejera de las cosas de Cataluña, recomendando siempre prudencia. Según fray Giovanni Agostino della Lengueglia, encargado de escribir una historia hagiográfica de los Moncada, la propia diputación de Barcelona recurrió a la mediación de Catalina cuando se decidió a enviar una embajada a la corte católica.
El 21 de enero de 1644 casó con su primo el duque de Montalto, de la rama italiana de los Moncada, lo que permitía unir las dos ramas familiares, la siciliana y la española. Para él se trataba de las segundas nupcias y el matrimonio, en cuya concertación había tenido parte Olivares, caído en desgracia poco antes de su celebración, fue apadrinado por Felipe IV, que donó a la contrayente cuatro mil ducados por los servicios de su padre. Inmediatamente Montalto fue designado virrey de Cerdeña, donde el matrimonio permaneció hasta 1649, aunque antes de partir, en octubre, nació en Madrid su hijo Fernando de Aragón y Moncada. Posteriormente fue también virrey de Valencia, de 1652 a 1658. Aquí el matrimonio desarrolló una labor de mecenazgo intelectual y artístico —reforma del desaparecido palacio virreinal— con la mirada puesta en la exaltación del linaje familiar conforme a las viejas aficiones genealógicas de Catalina, para lo que llamaron a Valencia a Lengueglia, quien, además de hacer las funciones de preceptor del heredero, se iba a encargar de redactar su Ritratti della prosapia, et heroi Moncadi, impresa en Valencia en 1657 con grabados de Juan Felipe Jansen.
Falleció en Madrid en 1659, el mismo año que su suegra. Francisco de Burgos Mantilla se encargó de pintar el retrato póstumo y las exequias se celebraron en el convento carmelitano de Santa Ana, en el que quedó depositado su cuerpo hasta su traslado en 1674 al panteón ducal establecido en la iglesia de San Domenico Maggiore de Nápoles. Del inventario de los bienes que quedaron en las casas del duque de Montalto a la muerte de Catalina se encargó, por lo que a las pinturas se refiere, Andrés Smidt. 
Su féretro en la iglesia de San Domenico, sobre un soporte de dos leones de madera dorados y antiguamente cubierto con brocados de oro, tiene una lápida con la inscripción: 
exma domina catarina de moncada d. lvdovici gvillielmi dvcis montis-alti vxor secvndamarchionis aitonae filiae. obiit matriti die xxviii novembris mdclix ossa eivs hvc traslata svnt die xv ivlii mdclxxiv